# Call of Duty (videogioco)
Call of Duty è un videogioco di tipo sparatutto in prima persona sviluppato per Windows da Infinity Ward e pubblicato da Activision il 29 ottobre 2003. È il primo capitolo dell'omonima serie. Fu accompagnato nel settembre del 2004 dall'espansione Call of Duty: United Offensive, sviluppata da Gray Matter Interactive (con il contributo di Pi Studios) e pubblicata da Activision.
Nel 2004 il videogioco viene convertito e riadattato allo scopo di raggiungere altre piattaforme: telefono cellulare, Mac OS e N-Gage. Lo stesso anno esce Call of Duty: L'ora degli eroi (Call of Duty: Finest Hour), un videogioco derivato da Call of Duty, sviluppato da Spark Unlimited e disponibile esclusivamente per le piattaforme PlayStation 2, GameCube e Xbox. Al 2009 risale la pubblicazione di Call of Duty Classic, una riedizione del primo capitolo della serie scaricabile da Xbox Live o PlayStation Network (fruibile quindi per i sistemi Xbox 360 e PlayStation 3) attraverso un codice ottenuto dall'acquisto delle edizioni Hardened o Prestige di Call of Duty: Modern Warfare 2.
Durante il corso del gioco, che trova la sua ambientazione in alcuni campi di battaglia europei della seconda guerra mondiale, si impersonano tre soldati di diverse nazionalità, un paracadutista statunitense, un commando britannico ed un fante russo, in alcune delle cruciali battaglie del conflitto.
Il videogioco ha ricevuto un enorme successo confermato dall'accoglienza del pubblico e dalle ottime valutazioni della critica.

## Trama

### Campagna statunitense
Durante la campagna statunitense, il giocatore impersona il soldato Joe Martin, un paracadutista della 101ª Divisione aviotrasportata.
Il primo livello della campagna consiste nello svolgimento di una sessione di addestramento militare. Il soldato Martin appartiene al 506º Reggimento di fanteria paracadutista, che si addestra a Camp Toccoa, negli Stati Uniti. Qui il soldato Martin svolgerà il percorso a ostacoli e l'addestramento al tiro sotto il comando del capitano Foley e del sergente Moody.

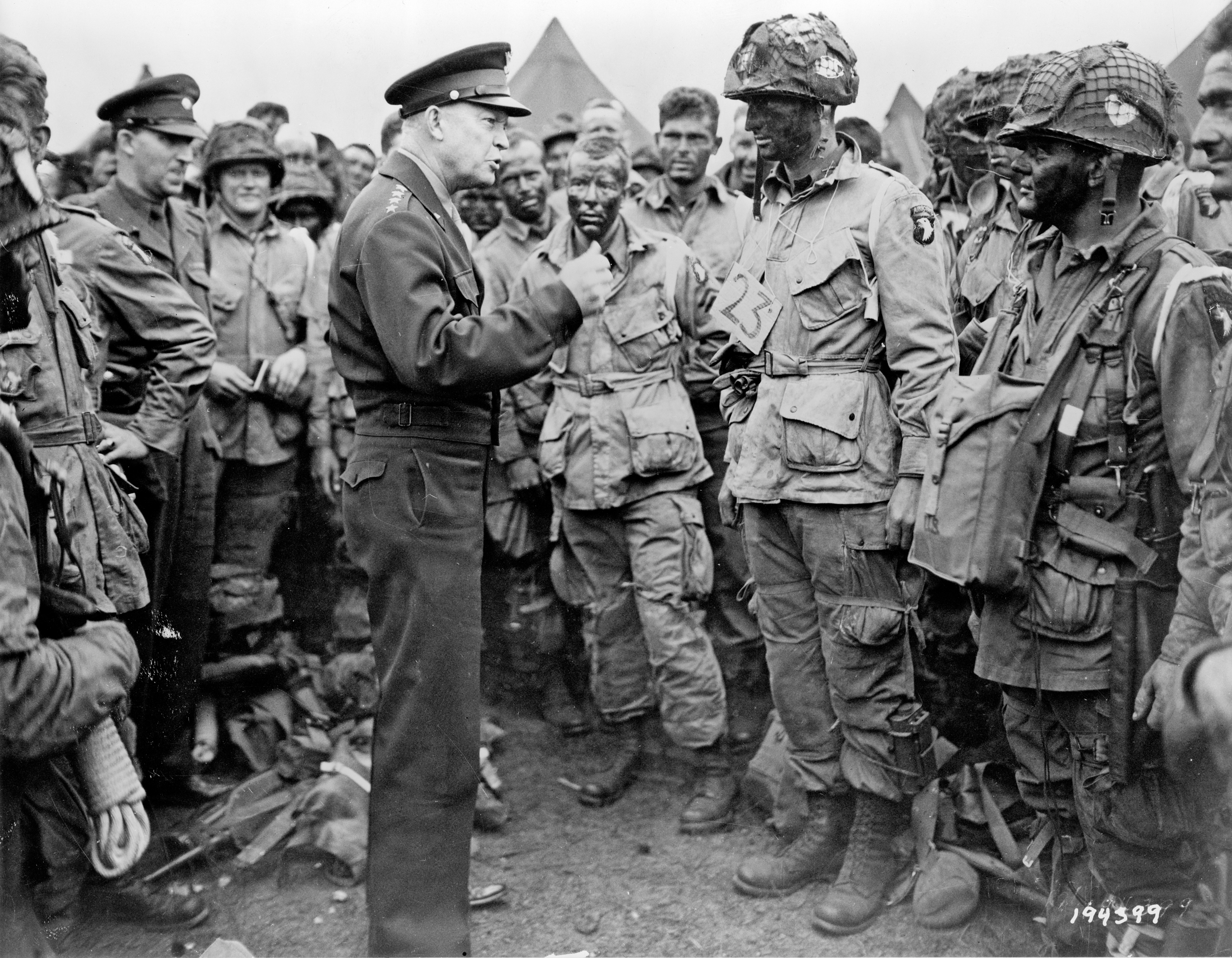

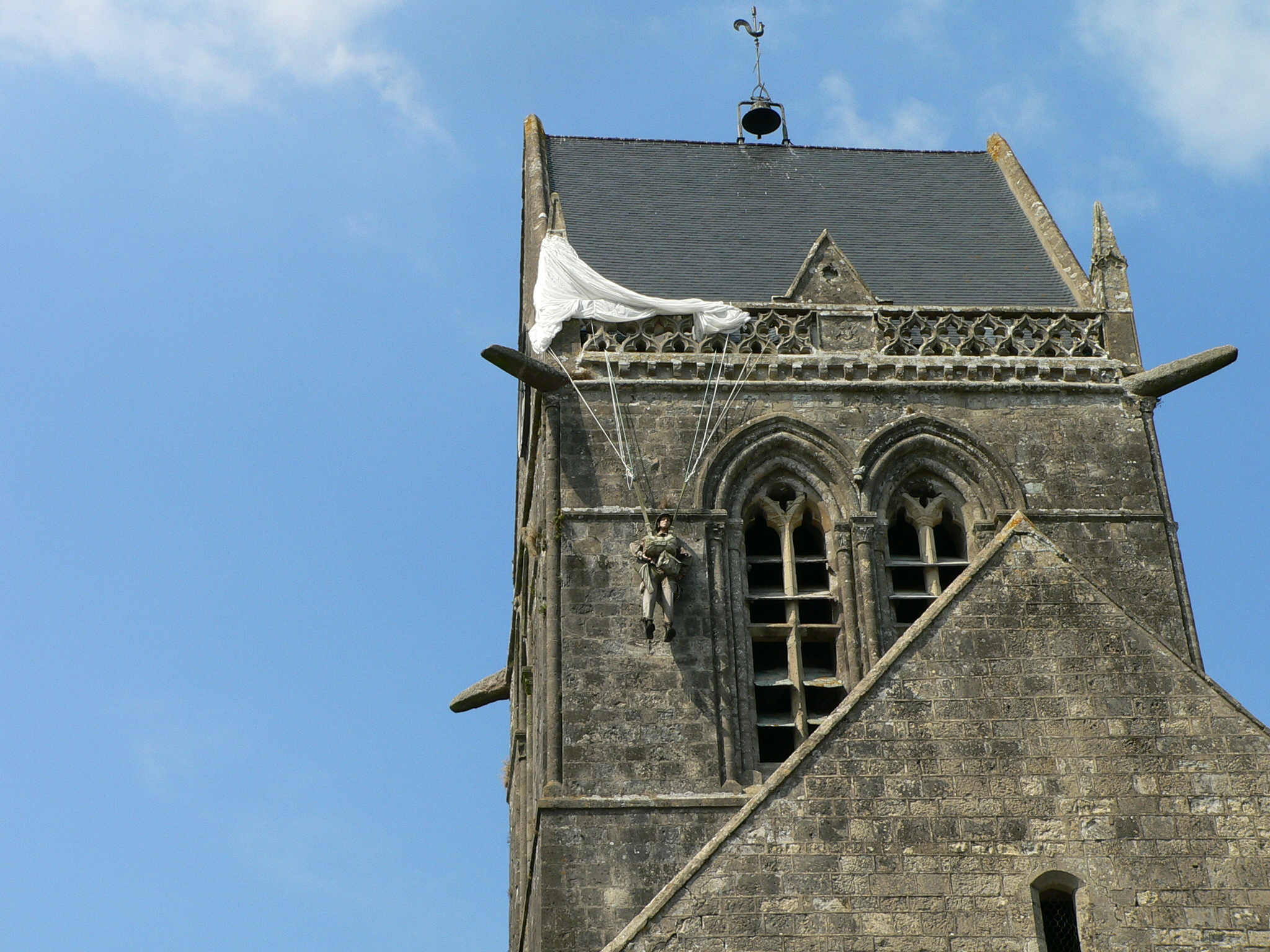

Il soldato Martin viene impiegato per la prima volta insieme al suo reggimento nell'Operazione Overlord, il 6 giugno 1944. La notte del 5 giugno, Martin si lancia sulla Normandia con il compito di sistemare i radiofari per i compagni che a breve arriveranno. Dopo aver messo al sicuro la zona di lancio, incontra alcuni soldati della sua compagnia, assieme ad alcuni membri di altre unità. Ritrovatisi lontani dagli obiettivi prefissato, il gruppo decide di occupare la vicina cittadina di Sainte-Mère-Église e tenerla fino all'arrivo dei rinforzi. Poco dopo mezzanotte, comincia l'attacco alla città, che si conclude entro poche ore. Il gruppo organizza quindi la difesa, in previsione di una controffensiva tedesca. Quella stessa mattina infatti i paracadutisti tedeschi, insieme ad alcuni carri armati, assaltano la città. Gli americani, comandati dal capitano Foley, riescono a difendersi e neutralizzare i mortai nemici. Non facendosi vivi i rinforzi e data l'impossibilità di contattare il comando, il capitano Foley decide di inviare il soldato Martin insieme al soldato Elder e al sergente Moody al quartier generale, a Sainte-Marie-du-Mont, per informare il maggiore Sheppard che la loro unità richiede rinforzi. I tre attraversano le linee nemiche in automobile riuscendo a raggiungere il comando alleato e riferire le informazioni. Mentre il capitano Foley continua a presidiare la città in attesa di rinforzi, ai tre viene assegnata un'altra missione da compiere: l'eliminazione di una batteria di artiglieria, situata poche miglia a nord di Sainte-Marie-du-Mont, presso il maniero di Brécourt. Insieme ad un gruppo di pochi altri uomini, si dirigono verso l'obiettivo prestabilito e distruggono la batteria di cannoni dopo aver assaltato il maniero.
Dopo il successo dell'operazione Overlord la Compagnia Baker viene sganciata dalla 101ª Divisione per venire impiegata in missioni speciali dietro le linee nemiche. Alle prime ore del 7 agosto 1944, l'unità viene paracadutata in Austria, sulle Alpi Bavaresi per svolgere una missione di recupero di due ufficiali britannici della Royal Air Force: il capitano Price ed il maggiore Ingram, abbattuti in territorio nemico e fatti prigionieri in un castello presidiato da forze tedesche. Tuttavia i tedeschi hanno trasferito Ingram in un altro luogo prima dell'arrivo dell'unità speciale, così il soldato Martin insieme ai compagni riesce a recuperare solo il Capitano Price, il quale però è a conoscenza del luogo dove è stato nascosto l'altro prigioniero. Nella prima mattinata del 18 settembre 1944, l'unità ritorna in Austria per il recupero del secondo prigioniero che, secondo le indicazioni del capitano Price, è tenuto vicino a Strasshof. Agendo repentinamente, l'unità riesce a recuperare e mettere in salvo anche il maggiore Ingram, portando a termine la missione.

### Campagna britannica
Durante la campagna britannica, il giocatore impersona il sergente Jack Evans, inizialmente un paracadutista della 6ª divisione aviotrasportata.
Nell'ambito dell'Operazione Overlord, l'unità del sergente Evans, la Compagnia D del 2º Reggimento Oxfordshire and Buckinghamshire, è la prima ad atterrare sul suolo nemico. Il loro obiettivo è di lanciarsi con alianti Horsa e atterrare presso la città di Benouville, per prendere il controllo del ponte sul fiume Orne e tenerlo fino all'arrivo di rinforzi alleati. La notte del 6 giugno 1944, l'unità, comandata dal capitano Price (lo stesso che sarebbe stato recuperato dall'unità speciale americana l'agosto successivo sulle Alpi Bavaresi), raggiunge la zona di atterraggio e assalta il ponte denominato Pegaso togliendolo alle mani del nemico. Durante tutta la mattinata il ponte è soggetto a contrattacchi tedeschi, ma l'unità del sergente Evans riesce a resistere fino all'arrivo dei rinforzi, nel pomeriggio.
Il sergente Evans e il capitano Price vengono poi trasferiti al 22º Reggimento Special Air Service. Nel 1943, nell'ambito dell'Operazione Chastise, i bombardieri alleati avevano distrutto alcune dighe tedesche nella regione della Ruhr al fine di inibirne la produzione arrecando danni all'economia tedesca. Nel 1944 le dighe erano state ricostruite e il comando alleato ordinò nuovamente la loro distruzione. Tuttavia i tedeschi, dopo la prima esperienza, hanno rinforzato le dighe proteggendole con artiglieria contraerea al fine di evitare attacchi di bombardieri. L'obiettivo del sergente Evans nella sua prima missione nella SAS è di infiltrarsi nell'impianto della diga di Eder, con lo scopo di neutralizzarne i cannoni antiaerei e distruggere i generatori di corrente elettrica attigui alla diga. Successivamente viene estratto dal capitano Price e dal sergente Waters che lo accompagneranno nella fuga.
Dopo il successo dell'operazione, un mese più tardi il sergente Evans verrà impiegato in un'altra missione insieme al capitano Price: infiltrarsi camuffati da soldati tedeschi all'interno della corazzata tedesca Tirpitz, nel Mare del Nord, con lo scopo di sabotarla. Durante la missione, svoltasi la sera del 27 ottobre 1944, il capitano Price non fa ritorno all'imbarcazione con la quale i tre erano saliti a bordo e il sergente Waters decide di abbandonarlo perdendo così le sue tracce.

### Campagna sovietica
Durante la campagna sovietica, il giocatore impersona il soldato Alexei Ivanovich Voronin.
Il giovane russo viene coscritto nell'Armata Rossa durante la battaglia di Stalingrado. Qui viene mandato in prima linea, la mattina del 18 settembre 1942, dove viene traghettato insieme ad altri coscritti sulla sponda del fiume Volga controllata dai tedeschi, per prenderne il possesso. Dopo duri scontri i sovietici riescono ad allontanare i nemici dalla costa e si spingono fino alla riconquista della Piazza Rossa. Tuttavia la vittoria è momentanea e i tedeschi recuperano lentamente il territorio perduto. Due mesi dopo, nella mattina del 9 novembre 1942 Alexei attraversa le fogne della città, per non essere facile bersaglio dei cecchini nemici, e raggiunge il gruppo del sergente Jakov Pavlov, che si sta apprestando ad assaltare un edificio nella periferia della città. Questo edificio, che poi il gruppo avrebbe difeso fino all'arrivo dei rinforzi, prese poi il nome di casa di Pavlov. La missione successiva, vede impiegato il soldato Alexei la mattina del 17 gennaio 1945 a Varsavia, dove insieme ad un gruppo di compagni ha il compito di conquistare una fabbrica di carri armati tedeschi. Dopo il successo dell'operazione il soldato Alexei viene inserito nell'equipaggio di un gruppo di carri armati T-34 diretto verso il fiume Oder e, il 26 gennaio 1945 prenderà parte a una battaglia tra carri armati, in qualità di carrista.

### Campagna finale
L'ultima campagna è ambientata sul finire della guerra e consiste in una serie di tre missioni finali, in ognuna delle quali saranno impersonati rispettivamente in ognuna i personaggi delle tre campagne. Nei panni del soldato Martin il giocatore è portato a combattere l'ultima resistenza tedesca nella foresta delle Ardenne. Il sergente Evans sarà impegnato con i suoi commilitoni nel sabotaggio delle piattaforme di lancio di alcuni missili V2. E infine Alexei, con i soldati dell'Armata Rossa, si troverà ad assaltare e conquistare il Reichstag a Berlino, innalzando la bandiera sovietica sul tetto dell'edificio sede del Parlamento tedesco.

## Modalità di gioco

### Ambientazione
Call of Duty è uno sparatutto in prima persona ambientato in alcuni campi di battaglia della seconda guerra mondiale dove il giocatore è messo nei panni di un soldato statunitense, uno britannico ed uno sovietico impiegati nel combattimento contro il nemico comune, i tedeschi. Il gioco si compone di 26 livelli, di cui 9 per la campagna americana, 7 per quella britannica e 10 per la campagna sovietica, ognuno dei quali rappresenta una missione. Per il completamento di ogni livello il giocatore deve raggiungere gli obiettivi prestabiliti all'inizio di ogni missione e mostrati attraverso una documentazione che fa da briefing prima di ogni livello.

### Caratteristiche
Poiché le caratteristiche principali del gioco sono l'accuratezza storica e la realisticità, la modalità di gioco differisce da molti sparatutto in prima persona dello stesso periodo. In Call of Duty il giocatore non è solo, ma si muove insieme ad un'unità di soldati alleati, la cui grandezza varia da livello a livello; i compagni assisteranno il giocatore nelle missioni e lo supporteranno nell'eliminazione dei nemici e nell'avanzamento sul campo di battaglia, tuttavia al giocatore è assegnato il compito di completare determinati obiettivi senza la cui esecuzione sarebbe impossibile procedere. Per imprimere realismo, una grande enfasi è posta sull'uso della copertura, come trincee, macerie o altre coperture, sulla violenza del fuoco di soppressione e sulla confusione creata dalle esplosioni. Per intensificare l'immersione nell'atmosfera, Call of Duty rende anche l'effetto "shellshock", ossia, quando avviene un'esplosione vicino al giocatore, esso momentaneamente percepisce un acufene, si verificano effetti uditivi di smorzamento dei suoni, la vista diventa annebbiata e il personaggio rallenta e cade al suolo, incapace di muoversi. Anche i soldati controllati dall'intelligenza artificiale si metteranno al riparo dietro muri, barricate, ed altri ostacoli quando possibile.
Il motore grafico di Call of Duty (Id Tech 3) usa gli stessi strumenti di framework e formazione di livelli del motore grafico di Return to Castle Wolfenstein, che a sua volta era una versione migliorata del motore grafico di Quake III. Parecchi altri apparati invece furono creati ex novo per rendere al meglio l'idea di rappresentazione grafica concepita per Call of Duty. Gli sviluppatori disponevano di un hardware di rendering Transform and Lighting (T&L), capace di elaborare scene da 200.000 poligoni. Esso inoltre supportava i programmi di vertex e i pixel shaders: questo permetteva di creare scene dettagliate nonostante la presenza di enormi quantità di soldati. Inoltre si disponeva di un nuovo compilatore della luce, chiamato Flare, che permetteva di creare ombre rifinite, senza aliasing con una densità di mappatura della luce variabile attraverso ogni livello.
Il nuovo sistema di animazione scheletrica gerarchica mescolata usato dagli sviluppatori era chiamato Ares e comprendeva anche funzionalità di individuazione delle parti del corpo colpite. Questo sistema era progettato specificamente per rendere possibile la creazione di sequenze animate complesse. Ad esempio nel gioco i personaggi non si limitano a saltare semplicemente oltre i recinti e attraverso le finestre, essi in realtà afferrano gli infissi delle finestre e vi si arrampicano, per permettere di attraversarle con il massimo livello di realismo. Inoltre gli stessi personaggi possono interagire con naturalezza tra loro, motivo per il quale durante il combattimento è possibile vederli trascinare soldati feriti e portarli al sicuro, oppure vederli cooperare nell'utilizzo di un pezzo d'artiglieria.
Gli sviluppatori dedicarono inoltre una grande quantità di tempo nel progettare un'avanzata intelligenza artificiale, basata sui movimenti di squadra, e nell'implementare un sistema di esplorazione del campo di battaglia, chiamato "Conduit". L'intelligenza artificiale può saltare recinti, arrampicarsi attraverso le finestre, coprire i compagni e sopprimere il nemico autonomamente. Questo permetteva al giocatore di stabilire un fuoco di soppressione prima di esporre sé stesso al nemico, accortezza che avrebbe potuto fornire un momento di sicurezza. L'intelligenza artificiale del gioco comprende il concetto di copertura e può sparare da dietro qualsiasi genere di ostacolo. Inoltre il sistema tattico basato sui movimenti di squadra dava ai soldati la capacità di fiancheggiare il nemico con intelligenza e muoversi da un punto coperto a un altro. Le bombe a mano lanciate attraverso finestre e porte possono essere raccolte dai nemici e lanciate indietro contro il giocatore. Il sistema dei modelli infine era progettato anche per permettere ai modellatori di mischiare e combinare frammenti di diverse tipologie di parti del corpo per creare un'enorme varietà di fisionomie.
L'avanzato linguaggio di scripting permetteva di creare sequenze altamente cinematiche e permetteva al nemico di impiegare complesse strategie globali. Esso inoltre forniva molte capacità agli utenti interessati nel modificare il gioco.

### Controlli

#### Movimento e vista
Il giocatore può spostare lo sguardo del personaggio controllato in ogni direzione e può muovere questo da un punto all'altro nel campo di battaglia, inoltre ha anche la possibilità di farlo saltare per superare gli ostacoli che gli si presentano lungo il cammino. In Call of Duty i personaggi possono assumere tre determinate posture, ognuna delle quali ha i propri vantaggi: posizione prona (il soldato e disteso con il busto rivolto verso terra, in questa posizione i movimenti saranno molto lenti ed è possibile far fuoco solo da fermo, tuttavia aumenta la copertura dal fuoco nemico e la stabilità dell'arma utilizzata, fattore che comporta un aumento della precisione), accovacciato (i movimenti sono più fluidi e veloci rispetto alla posizione prona, è possibile sparare anche in movimento ma si ha una precisione leggermente minore), in piedi (il personaggio è molto veloce ma più esposto al fuoco nemico e impreciso con le armi, soprattutto quando si sta muovendo). Quando il giocatore porta il personaggio dietro un ostacolo per coprirsi dagli spari, ha la possibilità di sporgersi verso l'esterno per far fuoco sui nemici esponendo dalla copertura solo una piccola parte del proprio corpo per poi ritornare a nascondersi dietro l'ostacolo, tuttavia anche se in questo modo la possibilità di essere colpiti è minore il giocatore può essere comunque individuato e tenuto sotto il tiro del nemico. In questo primo capitolo di Call of Duty non è stato ancora implementato il comando dello scatto, il personaggio controllato non può correre o aumentare la velocità per un determinato lasso di tempo, ma mantiene sempre la stessa andatura. Tuttavia questa funzionalità è stata implementata già a partire dall'espansione del primo capitolo: Call of Duty: United Offensive.

#### Attacco
Il personaggio controllato dal giocatore impugna un'arma con cui ha la possibilità di sparare contro il nemico, inoltre ogni volta che viene consumato un caricatore il giocatore deve impiegare qualche secondo per ricaricare l'arma. Nel proprio inventario si hanno a disposizione due slot per le armi primarie (a differenza dei successivi capitoli della serie, che avranno solamente uno slot per l'arma primaria), uno slot per l'arma secondaria ed uno slot per le bombe a mano (ne sono trasportabili fino a un massimo di 10). Call of Duty fu uno dei primi sparatutto in prima persona a offrire la possibilità di mirare portando l'arma al viso e avvicinando lo sguardo al mirino metallico (funzionalità rappresentata nel gioco da uno zoom sull'obiettivo), ottenendo così una maggiore precisione. Questa modalità di fuoco è chiamata "Aiming Down the Sight" (ADS), e si differenzia dalla modalità detta "From the Hip", in cui l'arma è appoggiata al fianco e non si mira attraverso il mirino (si ottiene quindi un colpo meno preciso). Inoltre il giocatore ha la possibilità di scegliere la cadenza di tiro della propria arma e decidere quindi se sparare in colpo singolo o in modalità automatica, questo è l'unico capitolo della serie in cui è implementata questa funzione. Un ulteriore comando disponibile è quello dell'attacco corpo a corpo: a distanza ravvicinata con un nemico il personaggio controllato dal giocatore può colpirlo con il calcio della propria arma, colpendolo senza far fuoco.

#### Altri controlli
Durante il gioco, il giocatore ha la possibilità di salvare e caricare i salvataggi in qualsiasi momento, un comando non presente nei successivi capitoli della serie. In qualsiasi momento di una missione può far apparire una finestra con la lista degli obiettivi e il loro stato (se essi sono già stati completati, sono ancora da svolgere o sono falliti); con lo stesso comando è possibile, nella modalità multiplayer, visualizzare il proprio punteggio. Inoltre è possibile interagire con alcuni oggetti nel gioco, raccogliendoli o usandoli.

Schermata di gioco (il riquadro del testo di stato e la finestra degli obiettivi non sono aperti).

### Schermata di gioco
La schermata di gioco è composta da più elementi:
- Bussola, che oltre ad individuare i punti cardinali mostra anche la direzione dell'obiettivo attualmente da raggiungere (rappresentato sulla bussola da una stella d'oro) e la posizione degli alleati che affiancano il giocatore durante il gioco (rappresentate da frecce verdi)[14].
- Indicatore di postura, un'icona triangolare nella parte inferiore dello schermo che mostra al giocatore la sua attuale postura: il simbolo in essa contenuto varierà se il soldato controllato si trova in posizione prona, accovacciato o in piedi[14].
- Testo di stato, uno spazio dedicato alla momentanea apparizione di eventuali messaggi, come la comunicazione di un cambiamento degli obiettivi, una notifica del raccoglimento di munizioni ed altri avvertimenti[14].
- Contatore di munizioni, un riquadro in cui sono mostrati i dati relativi alle munizioni (sia il numero di munizioni rimaste contenute nel caricatore che si sta utilizzando, sia la quantità totale di munizioni possedute)[14].
- Barra della salute, una barra che indica lo stato della salute del personaggio: in base alla quantità dei suoi punti vita la barra si riduce e varia colorazione dal verde al rosso[14].
- Mirino, rappresentato da una croce al centro della schermata, permette al giocatore di mirare più o meno precisamente (a seconda di vari fattori come la postura utilizzata e il movimento del giocatore) contro i nemici[14].
- Indicatore di raccoglimento, un'icona che compare al centro dello schermo quando si presenta la possibilità di raccogliere determinati oggetti[14].

Vi sono inoltre due elementi a comparsa, che appaiono solo se richiamati dal giocatore:
- Finestra degli obiettivi, una finestra che mostra la lista degli obiettivi da svolgere in una determinata missione[22].
- Inventario, una serie di icone che compaiono nel lato superiore della schermata e rappresentano la lista delle armi possedute[20].

## Armi, veicoli e oggetti presenti nel gioco
In Call of Duty sono presenti le principali armi impiegate nella Seconda Guerra Mondiale:
- Stati Uniti: M1 Carbine, M1 Garand, M1A1 Thompson, BAR, Springfield M1903, colt .45
- Regno Unito : Lee-Enfield, Sten MK.II, Bren
- Unione Sovietica: Mosin-Nagant (con ottica o senza), PPŠ 41
- Germania nazista: Mauser Karabiner 98k (con ottica o senza), MP 40, StG 44, Panzerfaust, Luger P08.

I veicoli che il giocatore ha la possibilità di utilizzare nel gioco sono Volkswagen Kübelwagen, Opel Blitz, Airspeed Horsa e T-34.
Inoltre sono disseminate in tutti i livelli (o, talvolta, lasciate cadere dai nemici uccisi) delle cassette di pronto soccorso: queste sono usate per ripristinare la salute quando il giocatore è ferito, infatti il gioco usa un comune sistema di punti ferita, con una limitata quantità di vita segnalata da una barra della salute. Questo sistema è diverso dai successivi capitoli della serie nei quali non c'è una barra della salute e la vita del giocatore si ricarica quando il giocatore è lontano dallo scontro a fuoco e non viene colpito.

### Multigiocatore
Il multiplayer di Call of Duty è giocabile in diverse modalità: deathmatch,  deathmatch a squadre, recupero (il primo team deve impossessarsi di documenti nemici), cerca e distruggi, centri di comando (piazza le radio e mantienile), quartier generale. Il gioco dispone di una grande varietà di mappe, ma è possibile trovarne anche di personalizzate.

## Sviluppo
Qualche anno prima che iniziasse lo sviluppo di Call of Duty, 2015, Inc., un'azienda sviluppatrice di videogiochi per personal computer (attiva dal 1997), fu assunta da Electronic Arts per lo sviluppo del primo titolo della serie Medal of Honor dedicato ai personal computer: Medal of Honor: Allied Assault (il terzo della serie, se si includono anche i videogiochi dedicati ad altre piattaforme) pubblicato nel gennaio del 2002. In seguito, ventidue membri di 2015, Inc. (quasi l'intera squadra), scontenti della collaborazione con Electronic Arts, decisero di separarsi da essa (ciò avvenne quasi subito dopo la pubblicazione di Medal of Honor: Allied Assault), con l'intenzione di continuare il lavoro appena iniziato con quel titolo agendo però esclusivamente in proprio, senza la cooperazione con altre aziende maggiori (quale poteva essere Electronic Arts).
Così nello stesso mese di gennaio del 2002 questi fondarono Infinity Ward. Abbandonata in questo modo la serie Medal of Honor si dedicarono a partire dall'aprile del 2002 allo sviluppo di un nuovo gioco: Call of Duty. Tuttavia Electronic Arts continuò con grande successo la produzione di titoli appartenenti alla serie Medal of Honor e i membri di Infinity Ward si resero conto dell'impossibilità di fronteggiare Electronic Arts da soli. Abbandonarono così l'idea dell'azienda autonoma e decisero di unirsi ad un altro gigante della produzione videoludica: "Activision", che nel maggio del 2002 acquistò il 30% di "Infinity Ward".
L'8 aprile 2003 Activision, attraverso un comunicato stampa, annunciò al pubblico Call of Duty. Tuttavia esso non fu presentato semplicemente come un gioco, ma come una nuova marca ombrello che avrebbe dovuto permettere ai giocatori di sperimentare la drammatica intensità della guerra attraverso gli occhi di comuni soldati. La serie, ambientata sui campi di battaglia dei conflitti più monumentali del ventesimo secolo, avrebbe coinvolto i giocatori in uno scenario bellico avvincente, cinematico, autentico. Il comunicato dell'8 aprile riportò le parole di Dusty Welch, vice presidente dell'amministrazione globale di Activision:
(Dusty Welch, vice presidente dell'amministrazione globale di Activision)
Nello stesso comunicato furono riportate inoltre le dichiarazioni di Grant Collier, presidente di Infinity Ward,
(Grant Collier, presidente di Infinity Ward)
Per quel che riguardava il primo titolo della serie, il comunicato stampa lo descrisse come un autentico gioco d'azione grintoso e cinematico, sviluppato per personal computer da Infinity Ward. I giocatori avrebbero assunto il ruolo di differenti personaggi delle varie nazionalità della fazione alleata e sperimentato la brutalità della guerra durante il combattimento al fianco dei loro compagni di squadra attraverso una varietà di missioni, che includevano assalti di massa, missioni di ricerca e salvataggio, azioni furtive, operazioni di sabotaggio, inseguimenti tra veicoli e battaglie tra carri armati. Rispondendo alla chiamata al dovere, i giocatori sarebbero entrati nei panni di un paracadutista statunitense, un commando inglese e un fante russo mentre affrontano la macchina da guerra nazista attraverso le battaglie più importanti della seconda guerra mondiale e autentiche campagne militari. Fu specificato che il titolo era in programma di uscire per la fine di quell'anno.
Call of Duty fu presentato per la prima volta al pubblico da Activision all'Electronic Entertainment Expo, svoltosi dal 14 al 16 maggio 2003.
Il 29 ottobre 2003 esce negli Stati Uniti Call of Duty.

## Edizioni del gioco
Nell'aprile 2003, ancor prima che Call of Duty fosse pubblicato per personal computer, Activision annunciò l'inizio di una collaborazione a lungo termine con lo studio Spark Unlimited a cui fu presto delegato lo sviluppo di una versione del gioco compatibile con le console dell'epoca. Sulla base di questo accordo il 16 novembre 2004 (un anno dopo) fu reso pubblico lo spin-off Call of Duty: Finest Hour, esclusivamente per piattaforme quali PlayStation 2, GameCube e Xbox.
Di fronte al grande successo ottenuto da Call of Duty su personal computer, Activision spostò lo sguardo verso altre piattaforme e il 1º marzo 2004 pubblicò una versione dello stesso gioco per telefono cellulare, sviluppata da Hands-On Mobile (MFORMA).
Per soddisfare l'esigenza del pubblico di provare nuove esperienze con il marchio che aveva già ricevuto numerosi riconoscimenti, il 14 settembre 2004 Activision pubblicò un'espansione ufficiale del gioco: Call of Duty: United Offensive, che aggiungeva ulteriori missioni per la campagna in giocatore singolo e nuovi scenari per il multiplayer. L'espansione fu sviluppata da Gray Matter Interactive con il contributo di Pi Studios.
Continuando la politica di esportazione del gioco su altre piattaforme, il 18 ottobre 2004 Activision annunciò l'uscita di una versione di Call of Duty per sistemi operativi Mac OS, sviluppata da Aspyr. Allo stesso modo un mese più tardi, il 22 novembre 2004 fu la volta dello sbarco di Call of Duty su N-Gage.
Dopo l'enorme successo ottenuto, Infinity Ward si mise al lavoro sul secondo titolo della serie, Call of Duty 2, pubblicato per personal computer il 25 ottobre del 2005. Questo fu solo il secondo titolo di una fruttuosa serie che fino ad oggi consta di ben 10 capitoli.
A partire dal 2 e 3 dicembre 2009 furono messi in vendita su PlayStation Network e Xbox Live i portings del primo titolo Call of Duty indirizzati a PlayStation 3 e Xbox 360, nell'edizione denominata "Call of Duty Classics" (questa era ottenibile anche attraverso un codice ottenuto dall'acquisto delle edizioni Hardened o Prestige di Call of Duty: Modern Warfare 2, il sesto titolo della serie).

## Accoglienza
Call of Duty fu accolto ben presto come un grande successo dal pubblico. Nelle prime settimane immediatamente dopo la sua pubblicazione il gioco risultava essere il più venduto sulla base delle classifiche di svariati di paesi. Sul finire dell'anno 2003 esso risultava in numerose classifiche internazionali che valutavano i migliori dieci videogiochi per personal computer. Fino a febbraio 2004 Call of Duty risultò essere ancora il gioco più venduto negli Stati Uniti d'America, per poi perdere gradualmente terreno tra aprile e maggio (sebbene esso fosse rimasto comunque ancora tra i primi cinque giochi più venduti) fino a calare definitivamente con il termine dell'anno e con il conseguente successo dello spin-off Call of Duty: Finest Hour.

## Critica
Call of Duty ha ricevuto valutazioni più che positive da numerose riviste e siti web. Quasi quaranta di essi valutarono il gioco con un punteggio maggiore o uguale ai novanta centesimi. Inoltre il titolo fu eletto Game of the Year dell'anno 2003 e ricevette svariati riconoscimenti da numerose riviste e siti web. Insignito del premio Game of the Year 2004 da Academy of Interactive Arts & Sciences (superando per l'assegnazione di questo premio videogiochi come Command & Conquer: Generals, Max Payne 2: The Fall of Max Payne, Prince of Persia: Le sabbie del tempo e Ratchet & Clank: Fuoco a volontà). Dalla stessa organizzazione ha vinto il premio Computer Game of the Year e Computer First Person Action Game of the Year, venendo inoltre nominato per la consegna dei premi Outstanding Innovation in Computer Gaming, Outstanding Achievement in Original Music Composition, e Outstanding Achievement in Sound Design.
Fu inoltre nominato Game of the Year ai Game Developers Choice Awards del 2004. Sebbene non avesse ricevuto questo premio, Infinity Ward vinse il titolo di Rookie Studio of the Year. Al membro del team Chuck Russom fu inoltre consegnato il premio Excellence in Audio per il suo lavoro sul gioco.
Il sito web di recensioni Imagine Games Network valutò il gioco a un punteggio di 9,3 su 10.